# پائول تور
 پائول تور (انگلیسی: Paul Torre؛ زاده ۱۸ مهٔ ۱۹۵۳) یک تنیس‌باز اهل فرانسه است.